# François Adelaide
François Adelaide (* 28. Mai 1974) ist ein seychellischer Politiker der Linyon Demokratik Seselwa (LDS), der unter anderem Mitglied der Nationalversammlung ist.

## Leben
François Adelaide absolvierte nach dem Schulbesuch ein Studium an der School of Nursing, welches er 1996 mit einem Zertifikat in allgemeiner Krankenpflege abschloss. Im Anschluss arbeitete er von 1997 bis 2001 als Krankenpfleger für das Gesundheitsministerium und war daraufhin zwischen 2002 und 2015 als selbstständiger Autohändler tätig. 
Bei der Wahl vom 8. bis 10. September 2016 wurde François Adelaide für die oppositionelle Demokratische Allianz/Union der Seychellen LDS (Linyon Demokratik Seselwa) im Wahlkreis „Baie Lazare“ wieder zum Mitglied der Nationalversammlung gewählt und gehört dieser nach seiner Wiederwahl bei der Parlamentswahl am 20. /22. Oktober 2020 seither in der sechsten und siebten Legislaturperiode an. In der aktuellen Legislaturperiode (2020 bis 2025) ist er stellvertretender Vorsitzender des Ausschusses für Verteidigung und Sicherheit (Defence and Security Committee), Mitglied des Ausschusses für übertragbare Krankheiten, HIV/AIDS und sexuelle und reproduktive Gesundheit und Rechte (Communicable Diseases, HIV/AIDS and Sexual Reproductive Health & Rights Committee), Mitglied des Ausschusses für Ernährungssicherheit und nachhaltige Entwicklung (Food Security & Sustainable Development Committee) und Mitglied des Hauptausschusses (House Committee).

## Weblink
- Hon. François Adelaide. In: Homepage der Nationalversammlung. Abgerufen am 16. Dezember 2024 (englisch).